# Tableau d'honneur
Pour plus de détails, voir Fiche technique et Distribution.
Tableau d'honneur est un film français de Charles Nemes sorti en 1992, avec Guillaume de Tonquédec et Claude Jade.

## Synopsis
Le jeune et beau Jules Martin (Guillaume de Tonquédec) éprouve quelques problèmes à l'école, dans sa classe de Terminale. Son père Paul (Philippe Khorsand), un homme autoritaire, ne lui rend pas les choses faciles ; tandis que sa mère Gabrielle (Claude Jade), mère aimante mais dont la vie manque de fantaisie, le soutient, d'autant qu'il est son seul enfant. Gabrielle rêve de mettre son mari dans un combat de boxe. Il la trompe, et retrouve sa maîtresse non loin du domicile conjugal. Lorsque Paul frappe son fils, Gabrielle refuse de coucher avec lui. Après un flirt avec l'enseignant sportif (Patrick Guillemin) de son fils, Gabrielle obtient timidement des préservatifs. Mais Jules aussi préfère consacrer son temps à ses émois amoureux. Après une aventure avec une femme d'âge mûr (Kathy Kriegel), ancienne maîtresse de son père et de surcroit mère de la jeune Cécile (Cécile Pallas), il conquiert finalement le cœur de cette dernière.

## Fiche technique
- Titre original : Tableau d'honneur
- Réalisation : Charles Nemes
- Scénario : Charles Nemes
- Photographie : Étienne Fauduet
- 1er Assistant réalisateur: Michel Leroy
- 2e Assistante réalisateur: Fabienne Chauveau
- Montage : Adeline Yoyotte
- Musique : Marc-Olivier Dupin
- Son : Alix Comte et Jean Casanova
- Pays de production :  France
- Langue originale : français
- Format : Couleur - Format 35 mm  -  Son Dolby SRD
- Durée : 93 minutes
- Date de sortie :
  - France : 26 août 1992

## Distribution
- Guillaume de Tonquédec (VO : Steven Yeun) : Jules Martin
- Claude Jade (VO : Geena Davis) : Gabrielle Martin
- Philippe Khorsand (VO : Billy Eichner) : Paul Martin
- François Berléand (VO : Ian McKellen) : Alain Denizet
- Cécile Pallas (VO : Cecily Strong) : Cécile
- Jean-Paul Roussillon : Albert Croquebois
- Évelyne Buyle : Geneviève Fournet, la secrétaire
- Éric Elmosnino : Christian Ribet
- Patrick Guillemin : Pierre Vachette, prof de gym
- Kathy Kriegel : Simone Chandeau
- Mathias Mégard : Didier Portman
- Stéphanie Ruaux : Marijo
- Léa Drucker : Delphine
- Jean-Paul Farré : L'enquêteur
- Hervé Hiolle : Le compagnon de Cécile
- Guillaume Gallienne : Castagnier
- Marine Jolivet : La vendeuse des préservatifs